# Friedrich Seemann (Politiker)
Friedrich Seemann (* 28. März 1875 in Lübeck; † 19. Januar 1960 in Beuel am Rhein) war ein deutscher Politiker (SPD).

## Leben und Wirken
Nach dem Besuch der Volksschule in Lübeck (1881–1889) absolvierte Seemann dort eine dreijährige Schlosserlehre. 1897 wurde er Mitglied der Sozialdemokratischen Partei Deutschlands (SPD) und der Gewerkschaft. 1899 heiratete er. Als Gewerkschafter bekleidete er von 1906 bis 1917 das Amt des Geschäftsführers des Deutschen Metallarbeiterverbandes in Königsberg. 
Von 1919 bis 1921 saß Seemann im Preußischen Landtag. Gleichzeitig war er als Angestellter im Oberpräsidium für Ostpreußen in Königsberg tätig. Am 7. März 1921 zog Seemann aufgrund von Neuwahlen in den im Juni 1920 gewählten ersten Reichstag der Weimarer Republik ein, in dem er bis zu seinem Ausscheiden im Dezember 1923 den Wahlkreis 1 (Ostpreußen) vertrat. In diesen Jahren übernahm er außerdem Aufgaben als Parteisekretär und Gemeindeschöffe in Tannenwalde bei Königsberg. 1925 wurde er in den Provinziallandtag der Provinz Ostpreußen gewählt, in dem er Stellvertretender Parlamentsvorsitzender war. Am 4. März 1927 legte er das Mandat nieder. Nachfolger wurde Artur Mertins.
Von 1923 bis 1928 amtierte Seemann als Landrat des Kreises Gerdauen, dann von 1928, bis zu seiner Entlassung durch die Nationalsozialisten 1933, als Landrat des Kreises Sangerhausen. Parallel dazu gehörte er von 1926 bis 1928 dem Preußischen Staatsrat an. 1936 siedelte Seemann nach Braunlage über.
Nach dem Zweiten Weltkrieg amtierte Seemann erneut von 1945 bis 1950 als Landrat des Kreises Blankenburg in Braunlage.